# ヨハネス・ヨセフス・アールツ
ヨハネス・ヨセフス・アールツ（Johannes Josephus Aarts、1871年8月18日 – 1934年10月19日）はオランダの画家、版画家、イラストレーターである。アムステルダムの美術アカデミーなどで版画を教えた。

## 略歴
デン・ハーグで生まれた。ハーグの美術アカデミーで学び、1890年代の半ばには友人の画家、ヤン・ファイルブリーフ(Jan Vijlbrief: 1868-1895)と新印象派のスタイルの絵画を描いていたが、1895年にハーグの美術アカデミーで教職に就いたことをきっかけに版画に転じた。1900年ころまでは木版画を制作していたが、後に他の版画技法にも取り組んだ。ハーグでは、新聞「Het Vaderland（祖国）」に作品を提供した。1911年に亡くなったピーター・デュポン(Pieter Dupont: 1870–1911)の後任として、アムステルダムの王立美術アカデミーの教授になり、その仕事を亡くなるまで続けた。アールツの教えた学生にはアンリ・ファン・ストラーテンやユリー・デ・フラーハ(Julie de Graag; 1877-1924)、ヨハン・ダイクストラ(Johan Dijkstra: 1896-1976)らがいる。
アールツの作品はライデン大学のライブラリーなどに収蔵されている。

## 作品

海辺で働く画家と鳥
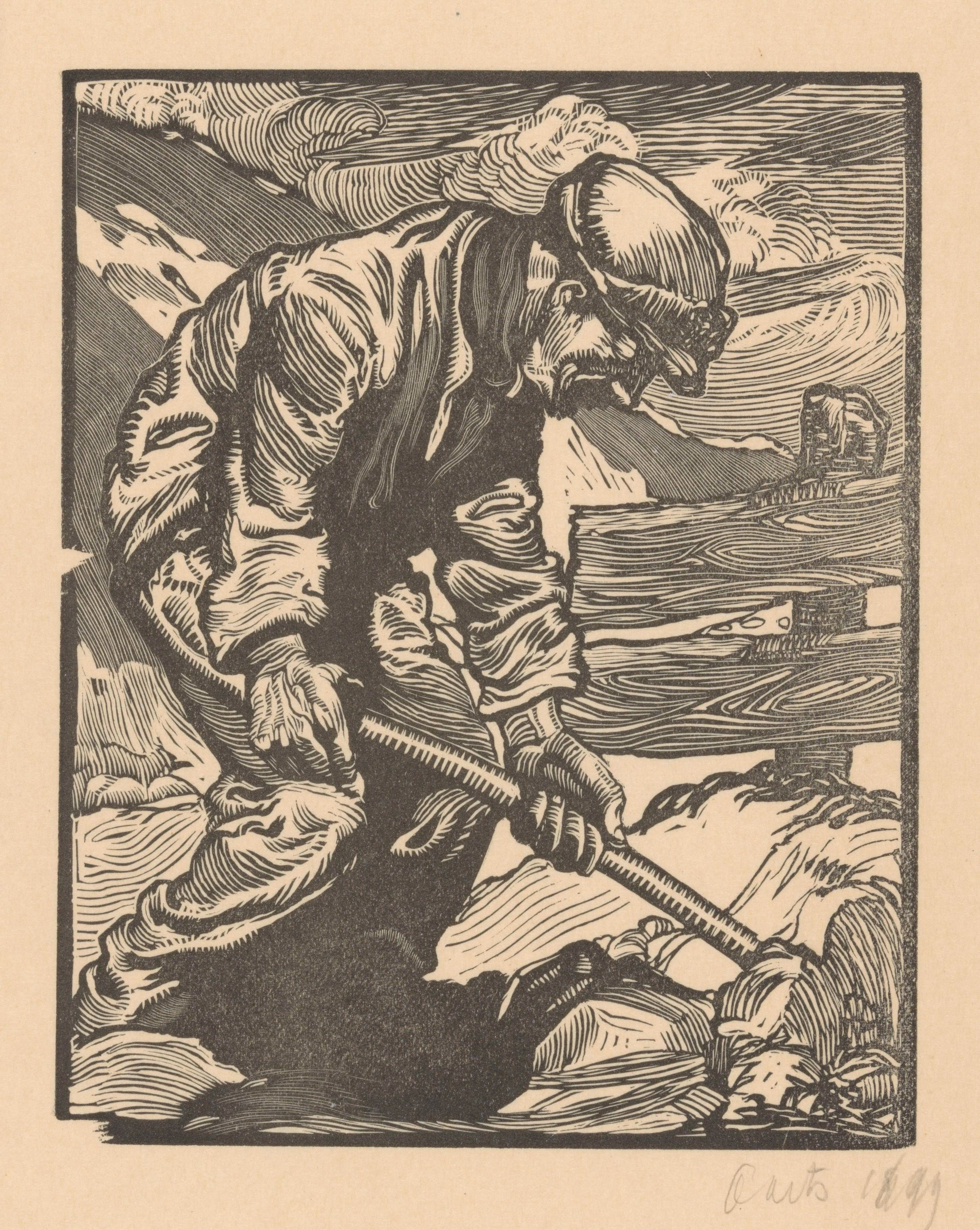
堤防建設労働者
巨人と水浴する女性
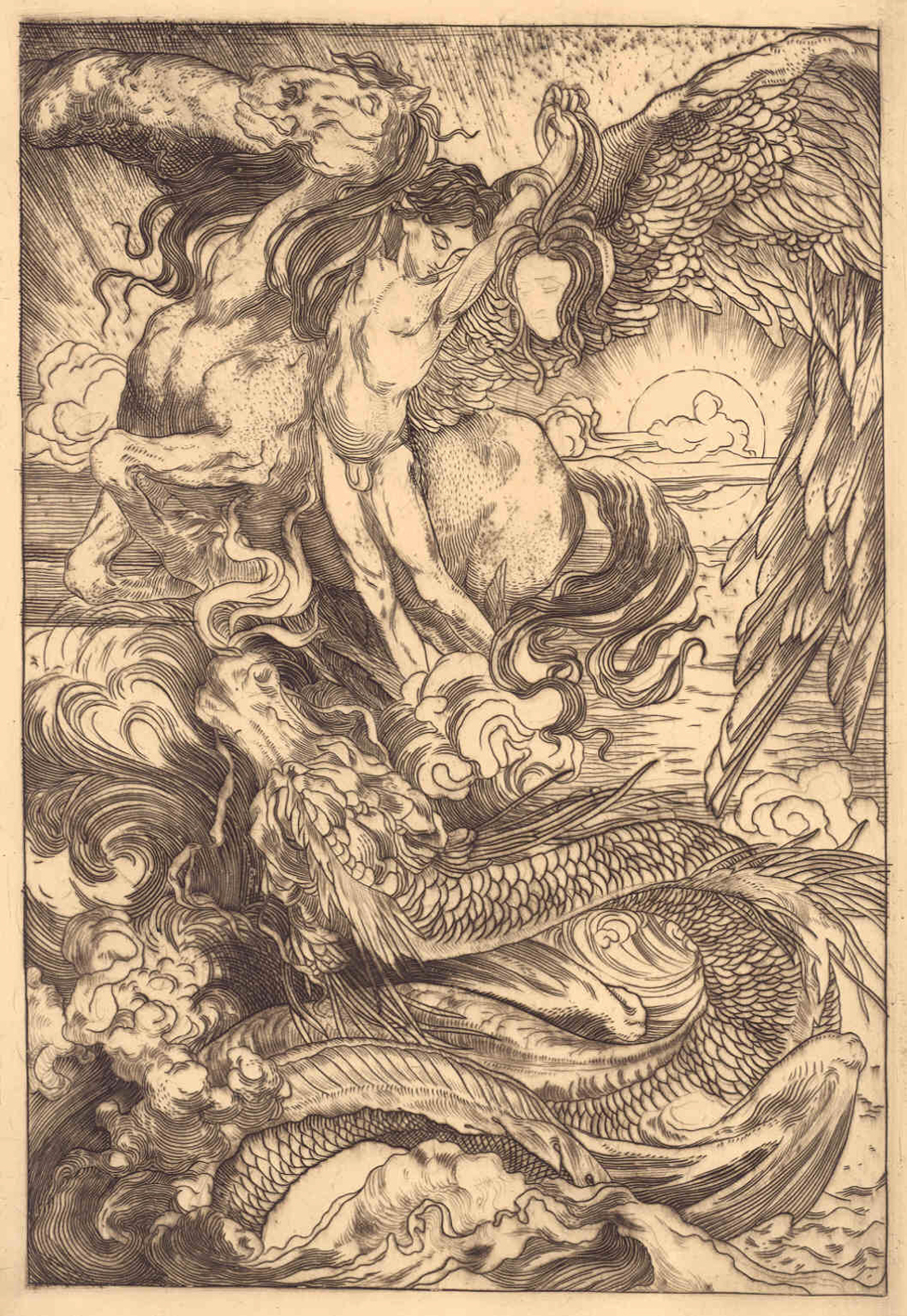
竜と戦うペルセウス

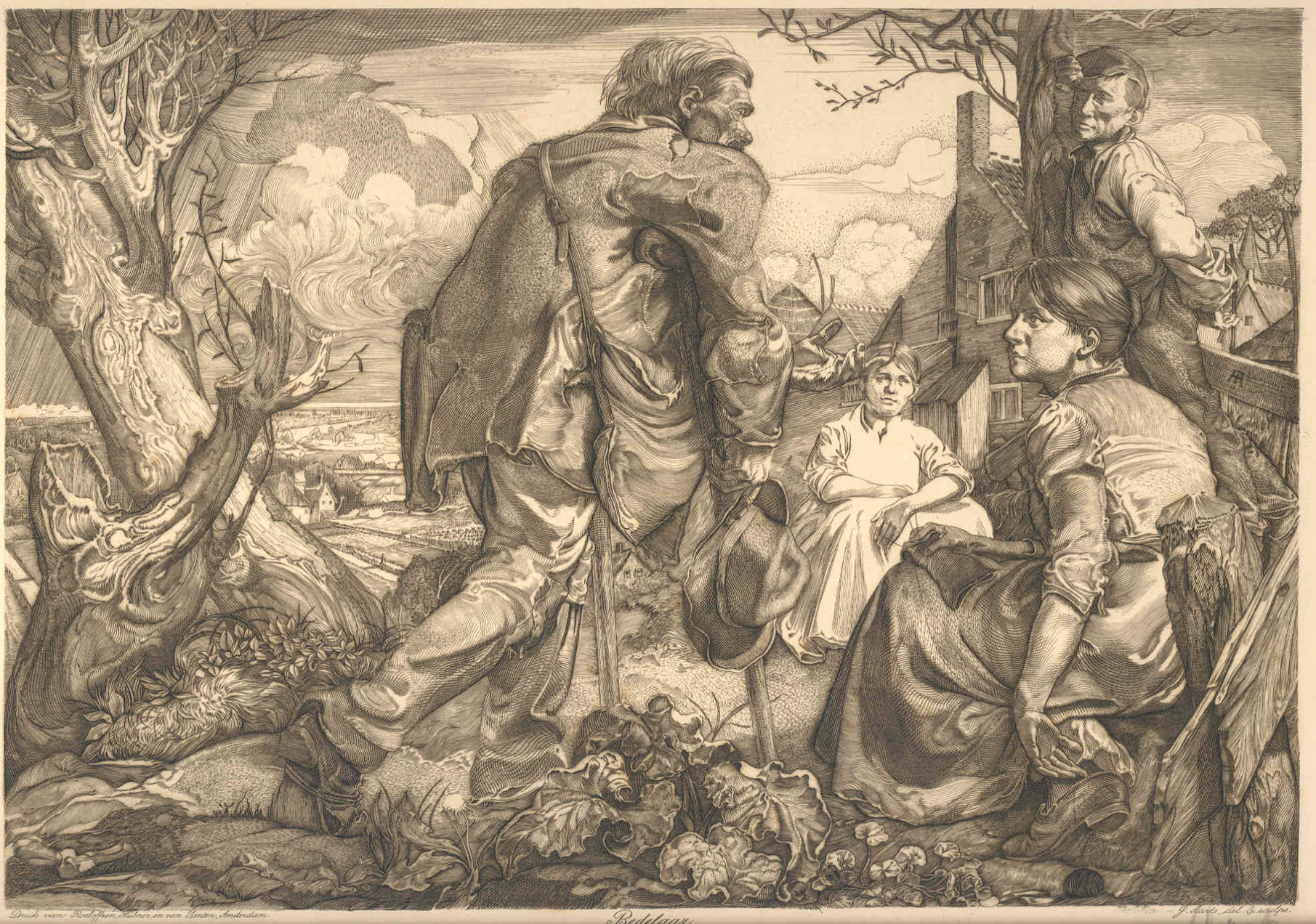
施しを求める松葉杖の物乞い
嵐から逃げる 2人の牧神と少年
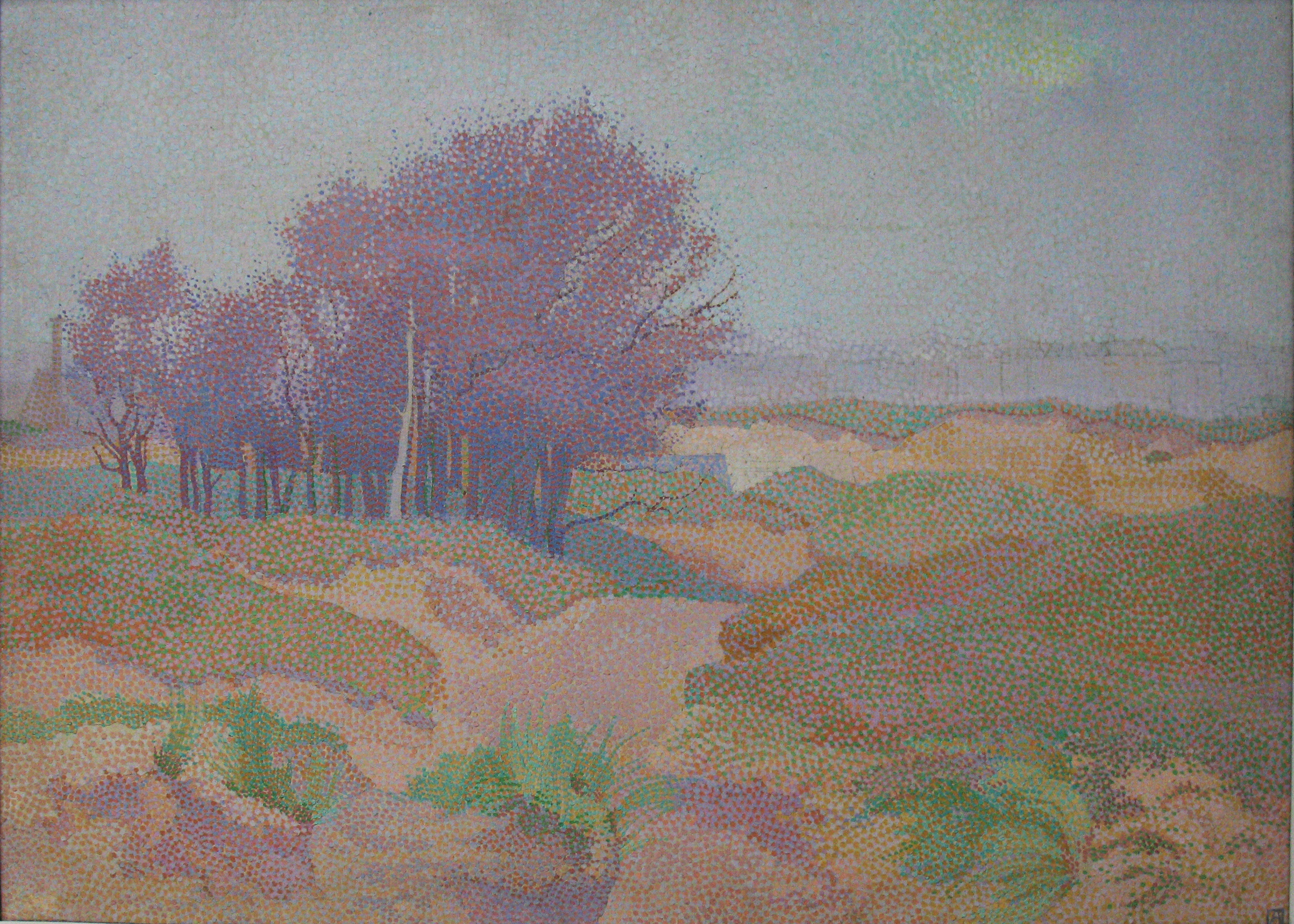
油絵作品